# 静清モノレール
静清モノレール（せいせいモノレール/せいしんモノレール）は、旧静岡市と旧清水市および静岡県が、1960年代から1970年代前半に検討した都市モノレール路線である。

## 概要
旧静岡市と旧清水市は2003年に合併しているが、1960年代から1970年代前半にも合併が議論されていた。
1965年に静清広域行政協議会が設置され、両市合併を視野に入れて、静清バイパス事業、静清土地区画整理事業、有度山総合開発計画などが実行に移された。
こうした中で1970年にモノレール建設による両市融合を目指す、静清地域都市開発基本計画が発表された。
1972年には両市の都市計画区域が「静清広域都市計画区域」として統合され、1973年度には都市モノレール調査が実施されるなど、都市モノレール事業の準備が進められたが、1975年頃に打ち切られた。

### 静清地域都市開発基本計画
1970年に静岡・清水両市が発表した静清地域都市開発基本計画では、モノレールが重要な位置を占めている。

計画全体をとりまとめた丹下健三は、本計画に都市軸という概念を用いている。
都市軸とは、非常に簡単に言うと、従来の都心部中枢機能に、移動・交通機能を併せ持たせたものである。
従来の都市は、都心部が周辺の市街地に取り囲まれると、それ以上発展するのが困難である。
これに対し都市軸を持つ都市は、移動・交通機能を延長することで、都市軸と市街地がともに継続的に発展していくことができる、という理論である。

本計画では、静岡都心部と清水都心部の間に新たに都市軸を整備することで、静岡・清水地区の融合とさらなる発展を狙っている。
そして都市軸の移動・交通機能として、モノレールを設定しているのである。

モノレールは次の3路線が計画されていた。
- 用宗駅 - 大坪町 - 聖一色 - 草薙 - 桜ヶ丘 - 万世町 - 清水駅 - 興津駅 - 八木間、約24km
- 山崎 - 井宮町 - 新静岡駅 - 静岡駅 - 大坪町 - 高松 - 静岡大学・有度山麓文教地区 - 聖一色 - 楠 - 桜ヶ丘 - 駒越 - 折戸駅 - 三保駅 - 真崎、約31km
- 鳥坂 - 楠 - 草薙駅 - 草薙 - 日本平、約8km

「用宗駅 - 八木間」の路線は東海道線および静岡鉄道静岡清水線とほぼ並行している。東海道線のおよそ1km南に静清幹線という幅広の道路を東西方向に整備し、その上空をモノレールの導入空間にしている。
「山崎 - 真崎」の路線は「用宗駅 - 八木間」路線にからみつくように 大坪町、聖一色、桜ヶ丘で計3回交差し、全体としてはアルファベットの「Ｗ」に近い形を描く、主に南北方向軸を担う路線である。
「鳥坂 - 日本平」の路線も、南北方向軸を担うもので、「用宗駅 - 八木間」路線と草薙で交差している。

### 静清地区総合都市交通体系調査
静岡県が1970年度および1972年度 - 1974年度に実施した静清地区総合都市交通体系調査では、モノレールが1路線計画されていた。
- 美和 - 井宮町 - 新静岡駅 - 静岡駅 - 高松 - 静岡大学・有度山麓文教地区 - 静岡・清水中間部流通生産施設 - 押切 - 庵原 - 清水駅 - 駒越 - 折戸駅 - 三保駅 - 真崎、約39km[6]

これは静清地域都市開発基本計画における「山崎 - 真崎」の路線を再検討した、南北方向軸を担うものである。
主な見直し点は、
- 東西方向軸はモノレールの新設ではなく、東海道線の複々線化による貨客分離と、静岡鉄道静岡清水線の日吉町駅より西側区間の地下化及び西側への延伸とで担う。
- 南北方向軸のモノレールは、
  - 東西方向軸との接続を強化するために清水駅を経由。
  - 住宅開発を計画している美和地区、押切地区、庵原地区を経由。
  - 流通生産施設の開発を計画している静岡・清水中間部を経由。

がある。
このうち清水駅 - 真崎間の約11kmを三保線として先行開業し、順次静岡駅側へ延伸する計画だった。車庫は折戸地区に設置する計画だった。

## 年表
- 1965年（昭和40年）、静清広域行政協議会が設置される[1]。
- 1967年（昭和42年）、静岡・清水両市の合併についての両市長の意見交換会で、モノレール構想が発表される。
- 1969年（昭和44年）、静岡・清水両市が東京大学丹下健三研究室、大谷幸夫研究室、日本大学小島重次研究室に「静清地域都市開発基本計画」の研究を依頼[4]。
- 1970年（昭和45年）
  - 3月、静岡・清水両市が「静清地域都市開発基本計画」研究報告書を発表。モノレール3路線を記載。
  - 4月（ - 1971年3月）、静岡県が「静清地区総合都市交通体系調査」の予備調査を実施[3]。
  - 8月、「静岡・清水圏の総合都市交通計画の基本型」が発表される[5]。モノレール1路線を記載。
- 1972年（昭和47年）
  - 4月（ - 1975年3月）静岡県が「静清地区総合都市交通体系調査」を実施[3]。
  - 12月、静岡都市計画区域と清水都市計画区域が統合され、静清広域都市計画区域となる[2]。
- 1973年（昭和48年）
  - 2月、日本モノレール協会が「静清モノレール三保線<仮称>計画案」を発表[7]。
  - 4月（ - 1974年3月）静岡市、清水市[8]、静岡県[3]が都市モノレール法に基づいて建設省から調査費の補助を受け、都市モノレール調査を実施。